# 列尼鄉
46°34′N 22°27′E / 46.567°N 22.450°E
列尼鄉（羅馬尼亞語：Comuna Rieni, Bihor），是羅馬尼亞的鄉份，位於該國西北部，由比霍爾縣負責管轄，面積67平方公里，海拔高度237米，2007年人口3,111，人口密度每平方公里46人。